# Nuriddin Khamrokulov
Nuriddin Khamrokulov (in tagico Нуриддин Ахатович Ҳамроқулов?; Bokhtar, 25 ottobre 1999) è un calciatore tagiko, attaccante del Vachš in prestito dal Khosilot Farkhor e della Nazionale tagika.

## Carriera

### Club
Ha iniziato la propria carriera nelle file del Barqi. Nel 2019 è passato al Vachš. Nel 2023 si è trasferito al Regar-TadAZ. Nel febbraio 2024 è passato al Khosilot Farkhor. Il 22 luglio 2024 si è trasferito in prestito al Vachš.

### Nazionale
Ha debuttato in Nazionale maggiore il 24 maggio 2021, nell'amichevole Iraq-Tagikistan (0-0), subentrando a Muḩammadçon Raḩimov al minuto 59. Ha messo a segno la sua prima rete con la selezione tagika l'11 giugno 2023, in Tagikistan-Turkmenistan (1-1), siglando il gol del definitivo 1-1 al minuto 87. Ha partecipato, con la selezione tagika, alla CAFA Nations Cup 2023 e alla Coppa d'Asia 2023. È sceso in campo, inoltre, nelle qualificazioni ai Mondiali 2026 e nelle qualificazioni alla Coppa d'Asia 2023.

## Statistiche

### Cronologia presenze e reti in nazionale
Statistiche aggiornate al 9 dicembre 2024.

| Cronologia completa delle presenze e delle reti in nazionale ― Tagikistan | Cronologia completa delle presenze e delle reti in nazionale ― Tagikistan | Cronologia completa delle presenze e delle reti in nazionale ― Tagikistan | Cronologia completa delle presenze e delle reti in nazionale ― Tagikistan | Cronologia completa delle presenze e delle reti in nazionale ― Tagikistan | Cronologia completa delle presenze e delle reti in nazionale ― Tagikistan | Cronologia completa delle presenze e delle reti in nazionale ― Tagikistan | Cronologia completa delle presenze e delle reti in nazionale ― Tagikistan |
| Data                                                                      | Città                                                                     | In casa                                                                   | Risultato                                                                 | Ospiti                                                                    | Competizione                                                              | Reti                                                                      | Note                                                                      |
| ------------------------------------------------------------------------- | ------------------------------------------------------------------------- | ------------------------------------------------------------------------- | ------------------------------------------------------------------------- | ------------------------------------------------------------------------- | ------------------------------------------------------------------------- | ------------------------------------------------------------------------- | ------------------------------------------------------------------------- |
| 24-5-2021                                                                 | Basra                                                                     | Iraq                                                                      | 0 – 0                                                                     | Tagikistan                                                                | Amichevole                                                                | -                                                                         | 59’                                                                       |
| 29-5-2021                                                                 | Sharjah                                                                   | Thailandia                                                                | 2 – 2                                                                     | Tagikistan                                                                | Amichevole                                                                | -                                                                         | 46’                                                                       |
| 1-6-2022                                                                  | Dubai                                                                     | Siria                                                                     | 1 – 0                                                                     | Tagikistan                                                                | Amichevole                                                                | -                                                                         | 67’                                                                       |
| 8-6-2022                                                                  | Bishkek                                                                   | Tagikistan                                                                | 4 – 0                                                                     | Birmania                                                                  | Qual. Coppa d'Asia 2023                                                   | -                                                                         | 66’                                                                       |
| 11-6-2022                                                                 | Bishkek                                                                   | Singapore                                                                 | 0 – 1                                                                     | Tagikistan                                                                | Qual. Coppa d'Asia 2023                                                   | -                                                                         | 83’                                                                       |
| 14-6-2022                                                                 | Bishkek                                                                   | Kirghizistan                                                              | 0 – 0                                                                     | Tagikistan                                                                | Qual. Coppa d'Asia 2023                                                   | -                                                                         | 90+4’                                                                     |
| 22-9-2022                                                                 | Chiang Mai                                                                | Trinidad e Tobago                                                         | 1 – 2                                                                     | Tagikistan                                                                | Amichevole                                                                | -                                                                         | 46’                                                                       |
| 11-6-2023                                                                 | Tashkent                                                                  | Tagikistan                                                                | 1 – 1                                                                     | Turkmenistan                                                              | CAFA Nations Cup 2023 - Gironi                                            | 1                                                                         | 73’                                                                       |
| 14-6-2023                                                                 | Tashkent                                                                  | Oman                                                                      | 1 – 1                                                                     | Tagikistan                                                                | CAFA Nations Cup 2023 - Gironi                                            | -                                                                         | 62’                                                                       |
| 17-6-2023                                                                 | Tashkent                                                                  | Uzbekistan                                                                | 5 – 1                                                                     | Tagikistan                                                                | CAFA Nations Cup 2023 - Gironi                                            | -                                                                         | 65’                                                                       |
| 8-9-2023                                                                  | Singapore                                                                 | Singapore                                                                 | 0 – 2                                                                     | Tagikistan                                                                | Amichevole                                                                | -                                                                         | 71’                                                                       |
| 17-10-2023                                                                | Kuala Lumpur                                                              | Malaysia                                                                  | 0 – 2                                                                     | Tagikistan                                                                | Amichevole                                                                | -                                                                         | 46’                                                                       |
| 17-1-2024                                                                 | Lusail                                                                    | Qatar                                                                     | 1 – 0                                                                     | Tagikistan                                                                | Coppa d'Asia 2023 - Gironi                                                | -                                                                         | 90+1’                                                                     |
| 22-1-2024                                                                 | Doha                                                                      | Tagikistan                                                                | 2 – 1                                                                     | Libano                                                                    | Coppa d'Asia 2023 - Gironi                                                | 1                                                                         | 72’                                                                       |
| 28-1-2024                                                                 | Al Rayyan                                                                 | Tagikistan                                                                | 1 – 1 (5 - 3 dtr)                                                         | Emirati Arabi Uniti                                                       | Coppa d'Asia 2023 - Ottavi di finale                                      | -                                                                         | 72’ 115’                                                                  |
| 2-2-2024                                                                  | Al Rayyan                                                                 | Tagikistan                                                                | 0 – 1                                                                     | Giordania                                                                 | Coppa d'Asia 2023 - Quarti di finale                                      | -                                                                         | 77’                                                                       |
| 21-3-2024                                                                 | Riyad                                                                     | Arabia Saudita                                                            | 1 – 0                                                                     | Tagikistan                                                                | Qual. Mondiali 2026                                                       | -                                                                         | 85’                                                                       |
| 11-6-2024                                                                 | Dushanbe                                                                  | Tagikistan                                                                | 3 – 0                                                                     | Pakistan                                                                  | Qual. Mondiali 2026                                                       | -                                                                         | 66’                                                                       |
| 4-9-2024                                                                  | Kuala Lumpur                                                              | Libano                                                                    | 1 – 0                                                                     | Tagikistan                                                                | Amichevole                                                                | -                                                                         | 46’                                                                       |
| 8-9-2024                                                                  | Kuala Lumpur                                                              | Filippine                                                                 | 0 – 0 (0 - 3 dtr)                                                         | Tagikistan                                                                | Amichevole                                                                | -                                                                         |                                                                           |
| 11-10-2024                                                                | Songkhla                                                                  | Tagikistan                                                                | 0 – 1                                                                     | Siria                                                                     | Amichevole                                                                | -                                                                         | 68’                                                                       |
| 14-10-2024                                                                | Songkhla                                                                  | Tagikistan                                                                | 0 – 3                                                                     | Filippine                                                                 | Amichevole                                                                | -                                                                         | 28’ 75’                                                                   |
| 19-11-2024                                                                | Dushanbe                                                                  | Tagikistan                                                                | 3 – 1                                                                     | Afghanistan                                                               | Amichevole                                                                | -                                                                         | 83’                                                                       |
| Totale                                                                    |                                                                           | Presenze                                                                  | 24                                                                        |                                                                           | Reti                                                                      | 2                                                                         |                                                                           |